# Nieurlet
Nieurlet là một xã ở trong tỉnh Nord ở miền bắc nước Pháp. Xã này có diện tích 10,25 km², dân số năm 1999 là 934 người. Xã nằm ở khu vực có độ cao trung bình 13 mét trên mực nước biển.